# فوائد استكشاف الفضاء
الفضاء هو ساحة للتكنولوجيا العالية، حيث تتصادم الأيديولوجيات المتنافسة لعرض براعتها التكنولوجية تحت أعين العالم المترقبة.
كانت هناك منافسة بين الاتحاد السوفيتي والولايات المتحدة الأمريكية تهدف إلى إرسال أول إنسان ليخطو خطواته الأولى على سطح القمر. وكذلك كانت هناك منافسة حول أول محطة فضائية في الفضاء وأول نظام إطلاق قابل لإعادة الاستخدام.
مع ذلك، وبمجرد أن استقرت الأمور وهدأت الحروب، واستوعبت الحكومات التكاليف الباهظة لأبحاث الفضاء، برز منطق جديد، وهو الاستخدام العملي للفضاء كأرضية لتحسين الحياة على الأرض.
بدأت برامج الفضاء بالاستثمار في النتائج العملية من أجل الصالح العام، مثل الاتصالات عبر الأقمار الصناعية والاستشعار عن بعد، وبحوث الجاذبية الدقيقة والملاحة عبر الأقمار الصناعية. لذلك، نمت أهمية قياس المنافع الاجتماعية والاقتصادية للأنشطة الفضائية بشكل كبير في فترة سبعينيات القرن العشرين وثمانينياته، إذ اشتهر استكشاف الفضاء في عصر المعرفة بأنها (مهمة لكوكب الأرض). تستمر هذه الفوائد في المجتمع اليوم، إذ تستمر الحكومات بإظهار الفوائد العلمية والاجتماعية والاقتصادية للسفر إلى الفضاء

## الفوائد المباشرة
ولدّت برامج الفضاء مجموعة واسعة من الأجهزة والبرامج والعمليات التي أنتجت عددًا لا يُحصى من التطبيقات، وتُعزى فوائد هذه التطبيقات مباشرة إلى الاستثمارات الأصلية التي قامت بها وكالات الفضاء والقطاع الخاص. كما وفّر استكشاف الفضاء وحده قدرًا كبيرًا من المعرفة الهامة لتعليم الناس وزيادة وعيهم حول الفهم الأساسي لكوكبنا والكون. وتشمل بعض الفوائد المباشرة لاستكشاف الفضاء وزيادة المعرفة الموجودة حول الفضاء واكتشاف الكواكب والمجرات البعيدة، كما أنها تعطينا فكرة عن بدايات الكون.

### معرفة الفضاء

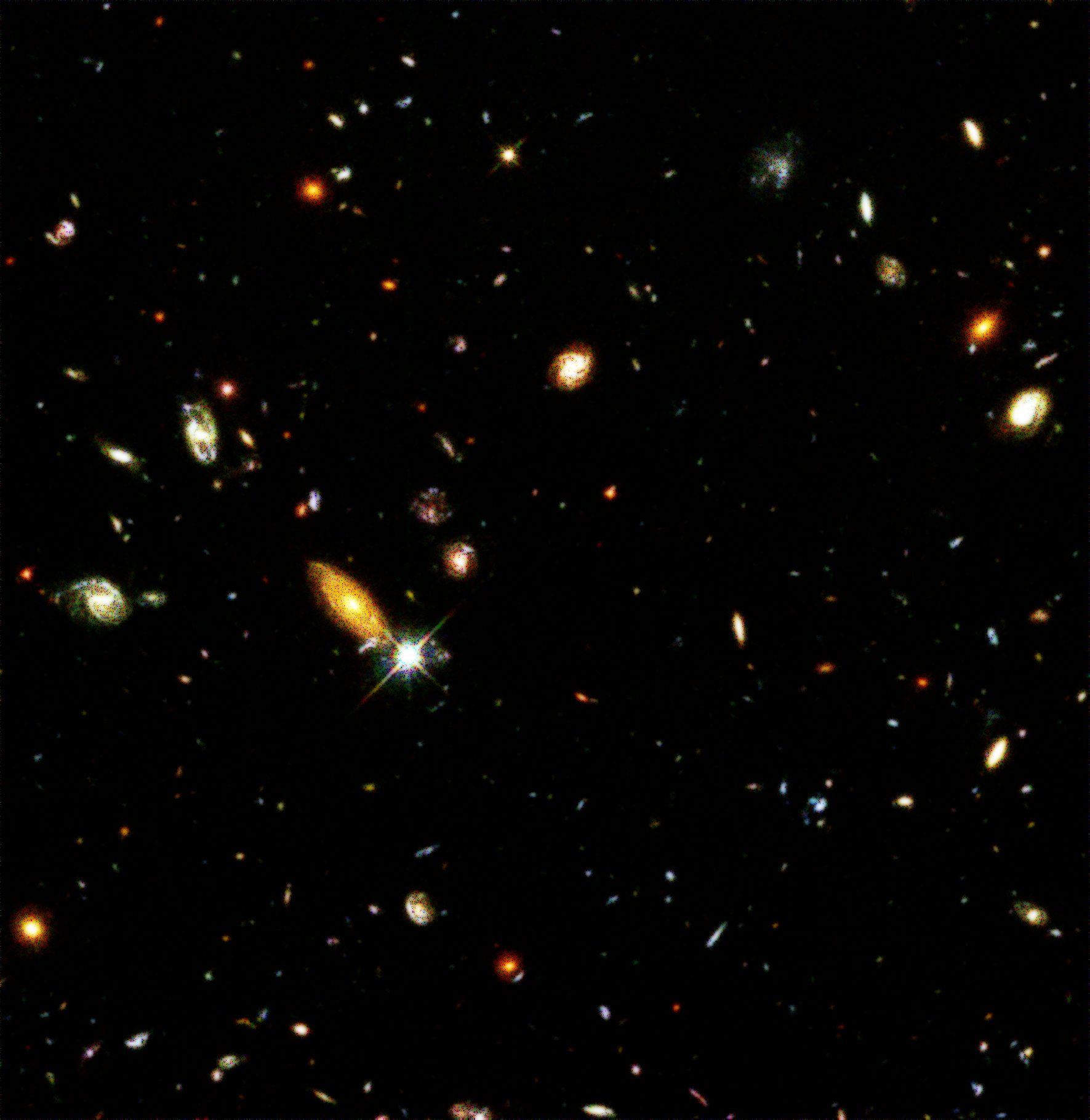
حقل هابل العميق

منذ دخول سبوتنك 1 إلى المدار عام 1957 لإجراء تجارب على الغلاف الأيوني، ازداد الفهم البشري للأرض والفضاء. بدأت قائمة البعثات إلى القمر في وقت مبكر من عام 1958 وتستمر حتى العصر الحالي، تشمل بعض البعثات الناجحة التي أرسلها اتحاد الجمهوريات الاشتراكية السوفييتية إلى القمر: مركبة الفضاء لونا 1 التي أكملت أول رحلة طيران للقمر في عام 1959، ومسبار لونا 3 القمري الذي أخذ أول صور الجانب الأبعد من القمر في عام 1959، ومركبة الفضاء لونا 10 التي كانت أول مركبة مدارية للقمر في عام 1996، والمركبة القمرية لوناخود 1 في عام 1970، والتي كانت أول مركبة تستكشف سطح القمر. كما أرسلت الولايات المتحدة الأمريكية رحلات استكشافية عديدة للقمر مثل أبولو 8 في عام 1968 كأول مهمة بشرية ناجحة تدور حول القمر، وأبولو 11 في عام 1969 عندما هبط الإنسان على القمر لأول مرة. جمعت البعثات إلى القمر عينات من المواد المنتشرة على سطح القمر. ويدور الآن حول القمر عدة أقمار اصطناعية لجمع البيانات.
التقطت الأقمار الصناعية المتداخلة الملايين من صور الكون منذ إدخال الأقمار الصناعية، مثل أقمار مارينر الفضائية. كان القمر الصناعي مارينر 4 في عام 1965 أول قمر صناعي ينجح في التقاط الصور القريبة من كوكب المريخ. كما حددت بعثتا المارينز 6 و7 خرائط قطبي الكوكب الأحمر ونقلتا مزيدًا من الصور للسطح. وبحلول نهاية بعثات مارينر في عام 1972، أمضى مارينر 9 ما يتجاوز العام في مدار المريخ (687 يومًا)، وجمع صورًا لما يقرب من 100٪ من سطح القمر، ولاحظ اكتشافات ملحوظة بما في ذلك جبل أوليمبوس على المريخ، وأكثر من 4000 كم من البراكين، والعواصف الترابية التي تستمر لأكثر من شهر. كما دُشّنت مهام أخرى منذ عام 1972، مثل برنامج فايكنغ، ومراقب المريخ، ومسار مارس باثفايندر، ومركب مدار المريخ، والفضاء الميت 2، وبرنامج اكتشاف المريخ العالمي، ومسبار فينيكس الفضائي، لاستكشاف المناخ والسهول الفيضية وجمع عينات الصخور من على سطح المريخ.
ساهم مرصد هابل الفضائي بأكثر من مليون رصد لحركات الفضاء، والتي كان لها تأثير في فهم حجم الكون منذ إدخاله في المدار. وقد استُخدم مرصد هابل لاكتشاف المجرات والكواكب في جميع أنحاء الكون. وقد أشير إلى بقعة من الفضاء الأسود في الفضاء لمدة عشرة أيام متتالية، وأظهرت الصورة الناتجة المعروفة باسم حقل هابل العميق ما لا يقل عن 1500 مجرة في هذا الموقع الصغير في السماء. تسمح مثل هذه الآراء بتحقيق حجم ونطاق الفهم العالمي الأكبر لأنواع وفوارق المجرات في الفضاء. كلّف مرصد هابل الفضائي حوالي 12 مليار دولار في السنوات الثلاثين الماضية بما في ذلك تكلفة 5 بعثات لخدمة المكوك، وتوفر المعلومات التي يتلقاها علماء الفلك الذين يراقبون تلسكوب هابل فهمًا أفضل لن يكون ممكنًا على الأرض.

## الفوائد غير المباشرة

### الثقافة والإلهام
الثقافة البشرية هي بيئة اجتماعية تتكون من التقاليد والمعايير والقواعد المكتوبة أو غير المكتوبة والممارسات الاجتماعية. يمكن أن تكون الثقافات محددة لدى بعض المجموعات الاجتماعية مثل العائلة أو الأصدقاء أو الدولة. تتنوع الثقافة البشرية بشكل ملحوظ. ونتيجة لذلك، كان هناك تبادل للثقافة البشرية والنهوض بها. ازداد تنوع العاملين في الفضاء على مدار أكثر من خمسين سنة من السفر إلى الفضاء أثناء استكشاف الفضاء. جلب هذا التقدم في التنوع ثقافات أكثر إلى أماكن قريبة وأدى إلى إثراء ثقافة الإنسان على مستوى العالم.
شهدت محطة الفضاء الدولية، وهي دليل على استكشاف الفضاء الذي يسهل النمو بين الثقافات، تعاونًا هامًا بين الدول لبناء المحطة وإدارتها باستمرار. تعمل محطة الفضاء الدولية كمرفق أبحاث يساهم في أحدث الأعمال العلمية لبيئة فريدة يكاد يكون من المستحيل إعادة خلقها على الأرض.
كان الابتكار واستكشاف عصر الفضاء بمثابة مصدر إلهام للبشرية. كان السفر إلى الفضاء، وترك الإنسان الأرض وهزيمة الجاذبية، والمشي على سطح القمر، ومختلف الإنجازات الأخرى لحظات محورية في التنمية الثقافية الإنسانية. وعلى وجه الخصوص، شكّل التقدم العلمي والتكنولوجي مصدر إلهام للمجتمع العلمي من الطلاب والمعلمين والباحثين في جميع أنحاء العالم. وعلاوة على ذلك، ألهم استكشاف الفضاء أيضاً برامج تدريب ابتكارية تستهدف أطفال ما قبل المدرسة، مثل برنامج رواد الفضاء المستقبليين. ومن الواضح أنه من خلال رسم عجائب الفضاء مع المعرفة والمهارات التي طُورت من خلال استكشاف الفضاء في الفصول الدراسية، يمكن تحفيز الأطفال بقوة من سن مبكرة لاستكشاف الفضاء.
يعتبر استكشاف الفضاء بلا حدود تقريبًا على المدى الذي يمكن للبشرية أن تغامر فيه مع تقدم تقنيتنا. سيستمر استكشاف الفضاء في تعزيز الإلهام والتعاون الدولي، ويطرح أسئلة ومناقشات فلسفية وسياسية وعلمية ثورية.

### الشراكات العالمية
محطة الفضاء الدولية (ISS)، هي محطة فضائية أُنشأت في المدار الأرضي المنخفض بالشراكة بين الولايات المتحدة وروسيا، وبمساعدة من كونسورتيوم متعدد الجنسيات. وفي عام 1993، وافقت الولايات المتحدة وروسيا على دمج خطتيهما المنفصلتين في محطة فضائية في مرفق واحد لدمج وحداتهما الخاصة مع بعض المساهمات من وكالة الفضاء الأوروبية واليابان. قدّم التعاون بين المجتمع الدولي القدرة على اكتشاف العديد من الأشياء في الفضاء ومعرفة كيفية تفاعل الأجسام والأفراد مع الفضاء لفترات طويلة. كان العمل على استدامة الرحلات الفضائية طويلة المدى وإمكانيات إرسال الرحلات الفضائية بين الكواكب من الأهداف الرئيسية لمحطة الفضاء الدولية.
تُفيد مثل هذه الشراكات جميع الدول، حتى الدول التي تقبع خارج العالم الصناعي. وقد نجحت بعض البلدان الأفريقية، بما في ذلك نيجيريا وجنوب أفريقيا، في استخدام تكنولوجيا الفضاء - وتحديدًا في إدارة الكوارث باستخدام الأقمار الصناعية، ومراقبة المناخ - لمعالجة قضايا تنمية القوى العاملة وإطلاق أنشطة فضائية جديدة.

### الفوائد العرضية

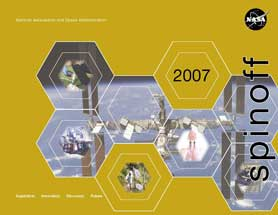
شعار برنامج سبين أوف

أفادت ناسا أنها أنقذت 444 ألف شخص، وإنشاء 14 ألف وظيفة، وتوليد إيرادات بقيمة 5 مليارات دولار، وانخفاض التكلفة بمقدار 6.2 مليار دولار بسبب برامج سبين أوف Spin-off من أبحاث وكالة ناسا بالتعاون مع مختلف الشركات. من بين العديد من تكنولوجيات ناسا المفيدة، أُحرز العديد من التقدمات في مجالات الصحة والطب، والنقل، والسلامة العامة، والسلع الاستهلاكية، والطاقة والبيئة، وتكنولوجيا المعلومات، والإنتاجية الصناعية. كما أسفرت نتائج الأبحاث الفضائية عن العديد من المنتجات والابتكارات المتعددة المستخدمة في الحياة اليومية. تعتبر الألواح الشمسية، وأنظمة تنقية المياه، والصيغ الغذائية والمكملات الغذائية، والمواد المستخدمة في تصنيع ملابس رواد الفضاء، وأنظمة البحث والإنقاذ العالمية أمثلة قليلة مما استفاده البشر من استكشاف الفضاء.

### محطة الفضاء الدولية

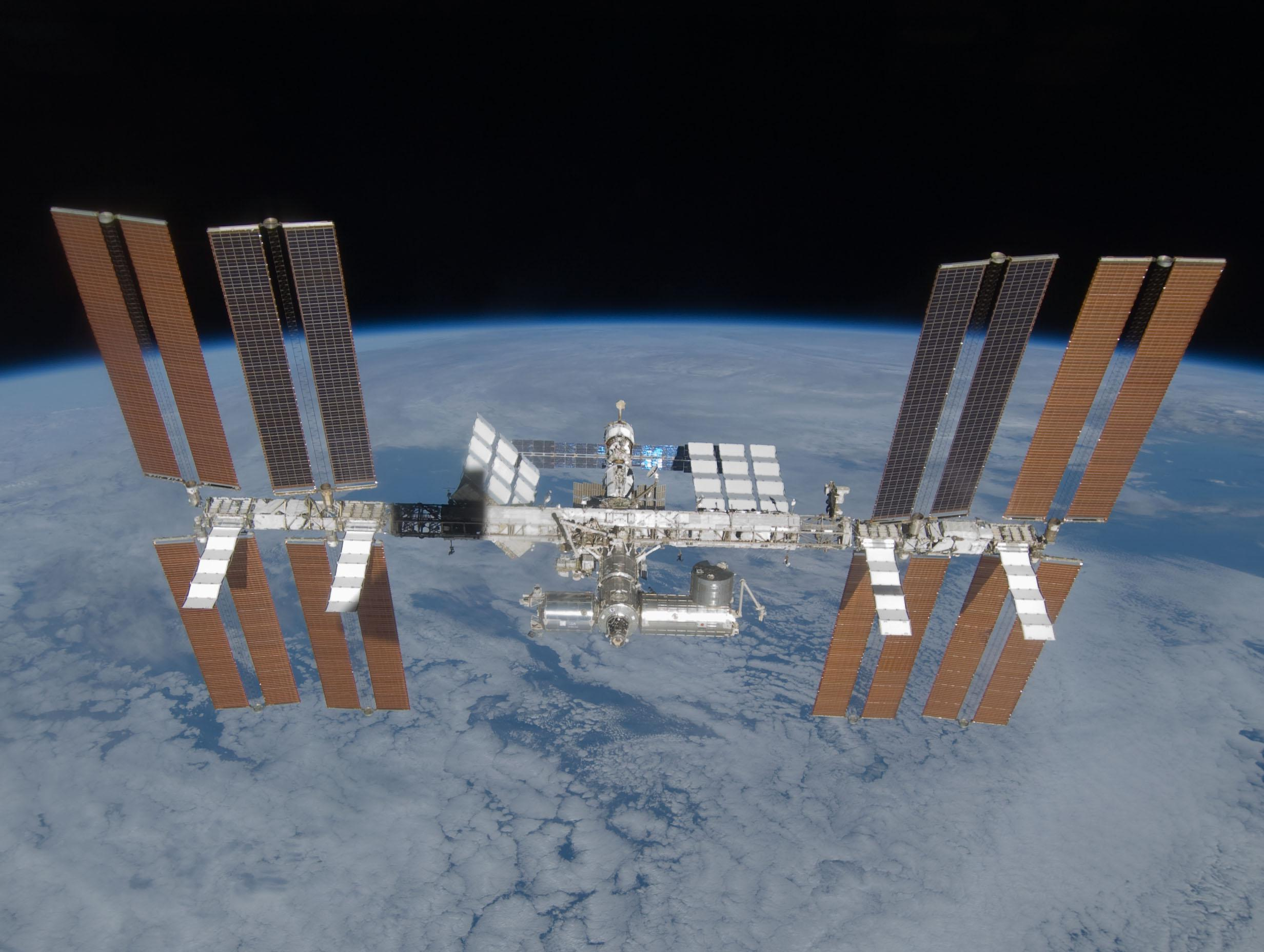
أحد أقمار محطة الفضاء الدولية

تبدّلت جهود التوحيد لإنشاء محطة الفضاء الدولية في كانون الأول / ديسمبر من عام 1998 عندما أطلق مكوك الفضاء إنديفور من مركز كنيدي للفضاء. وبشكل جماعي، شاركت 18 دولة في بناء محطة الفضاء الدولية وتطويرها، وكانت الوكالات الخمس البارزة التي شملت هذه الدول الثماني عشرة هي وكالة الفضاء الأمريكية ناسا، ووكالة الفضاء الروسية روسكوموس، ووكالة الفضاء الأوروبية، ووكالة الفضاء الكندية والوكالة الوطنية لتنمية الفضاء في اليابان. تعمل محطة الفضاء الدولية كمستودع للتعاون في جميع أنحاء العالم للبحث الابتكاري، وبحوث صحة الإنسان، والتعليم العالمي ومراقبة الأرض. تحتوي محطة الفضاء الدولية نفسها على أجهزة استشعار معقدة بما في ذلك أنظمة الكشف عن الضوء والتنوع، وهي مؤثرة في فهم الرياح السطحية البحرية وأنماط النقل الجوي. كما توفر مراقبة إضافية لرواد الفضاء من المحطة بكاميرات قوية صورًا تفصيلية للأرض ومناظر بانورامية لجو الأرض.
شكّلت البيانات التي جُمعت من نظام محاسيس المدارات المركبة في محطة الفضاء الدولية أداةً قيمة في تقييم مدى الضرر الناجم عن الكوارث الطبيعية. وتسمح الخرائط بالإضافة إلى طاقم الإنسان بتسهيل ملية استكشاف ومراقبة الفضاء من الأرض.

### مجال الاتصالات
كان أول قمر صناعي هو مشروع إيكو، والذي أُطلق في 12 أغسطس 1960 وبقي حوالي 1000 ميل (1,609 كم) فوق الأرض ولم يرجع إلا في 24 مايو 1968. اُطلق أول قمر صناعي للاتصالات وفقًا للمعايير الحديثة في 10 يوليو 1962 وسُمّي تيلستار. سمح هذا بحدوث التواصل الفوري بين الولايات المتحدة وأوروبا. عمل تيليستار لمدة عام تقريبًا قبل إيقاف تشغيله، ولكن حتى مع عمره القصير، أثبت أن استخدام الأقمار الصناعية كشكل من أشكال الاتصال لمسافات طويلة كان ممكنًا وأفضل من أشكال التواصل قبله. تتمتع أقمار الاتصالات الصناعية الآن بالعديد من الوظائف المختلفة والتي تُعتبر أكثر تطورًا بكثير عن المهام الأصلية التي صُمّمت لأجلها. ويمكن استخدامها للتواصل لمسافات طويلة في المناطق النائية مع استخدام الهواتف المحمولة. تستخدم الخطوط الجوية تلك الأقمار لتوفير خدمة الإنترنت أثناء رحلاتها. كما أنها بدأت تُستخدم لتوصيل الإنترنت إلى المناطق غير القادرة على الحصول على الإنترنت بأي طريقة أخرى بسبب موقعها. ومنذ ذلك الحين، زاد عدد أقمار الاتصالات الصناعية ليصل إلى حوالي 2000 في المدار القادر على توفير الاتصال المستمر في جميع أنحاء العالم.

### الأقمار الصناعية لمراقبة المناخ
أُطلق أول قمر صناعي للأحوال الجوية TIROS I - وهو قمر صناعي يراقب باستخدام الأشعة تحت الحمراء - في 1 أبريل 1960. استخدم القمر الصناعي كاميرات التليفزيون لالتقاط صور للسحابة أثناء دورانها حول الأرض. عمل TIROS I لمدة 78 يومًا فقط، ولكنه تمكن خلال ذلك الوقت من إثبات أن استخدام القمر الصناعي لمراقبة الظروف المناخية على الأرض لم يكن ممكنًا فحسب، بل من شأنه أن يزيد من كمية البيانات المتوفرة لأخصائيي الأرصاد الجوية بشكل كبير. وكانت النتيجة أن زادت دقة توقعات الطقس بشكل كبير. ارتفع عدد الأقمار الصناعية الخاصة بمراقبة المناخ بشكل كبير، وأصبحت الأقمار الصناعية نفسها أكثر تطورًا الآن. بالإضافة إلى التقاط الصور للسحاب، يمكن للأقمار الآن مراقبة أنماط الطقس في المنطقة نفسها على مدار 24 ساعة لأنها في المدار الثابت بالنسبة للأرض، وهذا يعني أنها تتحرك بنفس سرعة دوران الأرض وبالتالي فهي دائمًا ما ترى نفس المنطقة. حتى عندما يحل الظلام في الجزء الذي تراقبه تلك الأقمار، يمكن للعلماء أن يستمروا في المراقبة من خلال استخدام تكنولوجيا الأشعة تحت الحمراء. ويسمح هذا لأخصائيي الأرصاد الجوية بمراقبة تطور الطقس في المناطق التي لا تغطيها الوسائل التقليدية مثل رادار دوبلر وفوق المحيط، مما يسمح لهم بإعطاء تحذيرات مسبقة لأنماط الطقس القاسية مثل الأعاصير لأنقاذ الأرواح. كما يمكن استخدام الأقمار الصناعية الخاصة بالمناخ لمراقبة كمية الجليد في القطبين. تُستخدم الأقمار الصناعية أيضًا لالتقاط صور للتغطية الثلجية في منطقة يمكن أن تساعد في تحديد كمية المياه الناتجة من ذوبان الثلج في نهاية المطاف. كما أنها تستخدم للتنبؤ بكمية الطاقة التي يمكن للألواح الشمسية صنعها في مناطق معينة من خلال مراقبة الغطاء السحابي وأنماط الطقس في موقع الألواح الشمسية المقترح.

### البحوث الطبية الحيوية

بعض التغيرات الفسيولوجية الناتجة عن تأثير الجاذبية

ابتداءً من عام 1967، بدأت ناسا بنجاح برنامج الأقمار الصناعية الحيوية التي أخذت في البداية بيض الضفادع، والأميبا والبكتيريا والفئران ودرست عليهم آثار انعدام الجاذبية. رفعت الدراسات حول حياة الإنسان في الفضاء من جودة فهم تأثيرات التكيف مع البيئة الفضائية، مثل التغيرات في سوائل الجسم، والتأثيرات السلبية على الجهاز المناعي وتأثيرات الفضاء على أنماط النوم. وتنقسم مساعي أبحاث الفضاء الحالية إلى موضوعات البيولوجيا الفضائية، التي تدرس آثار الفضاء على كائنات أصغر مثل الخلايا، وفسيولوجيا الفضاء، ودراسة آثار الفضاء على جسم الإنسان وطب الفضاء، والتي تبحث مخاطر الفضاء على جسم الإنسان. قد توفر الاكتشافات المتعلقة بجسم الإنسان والفضاء، ولا سيما التأثيرات على نمو العظام، مزيدًا من الفهم للمعادن الحيوية وعملية النسخ الجيني.